# Wetgevende vergadering van Ontario

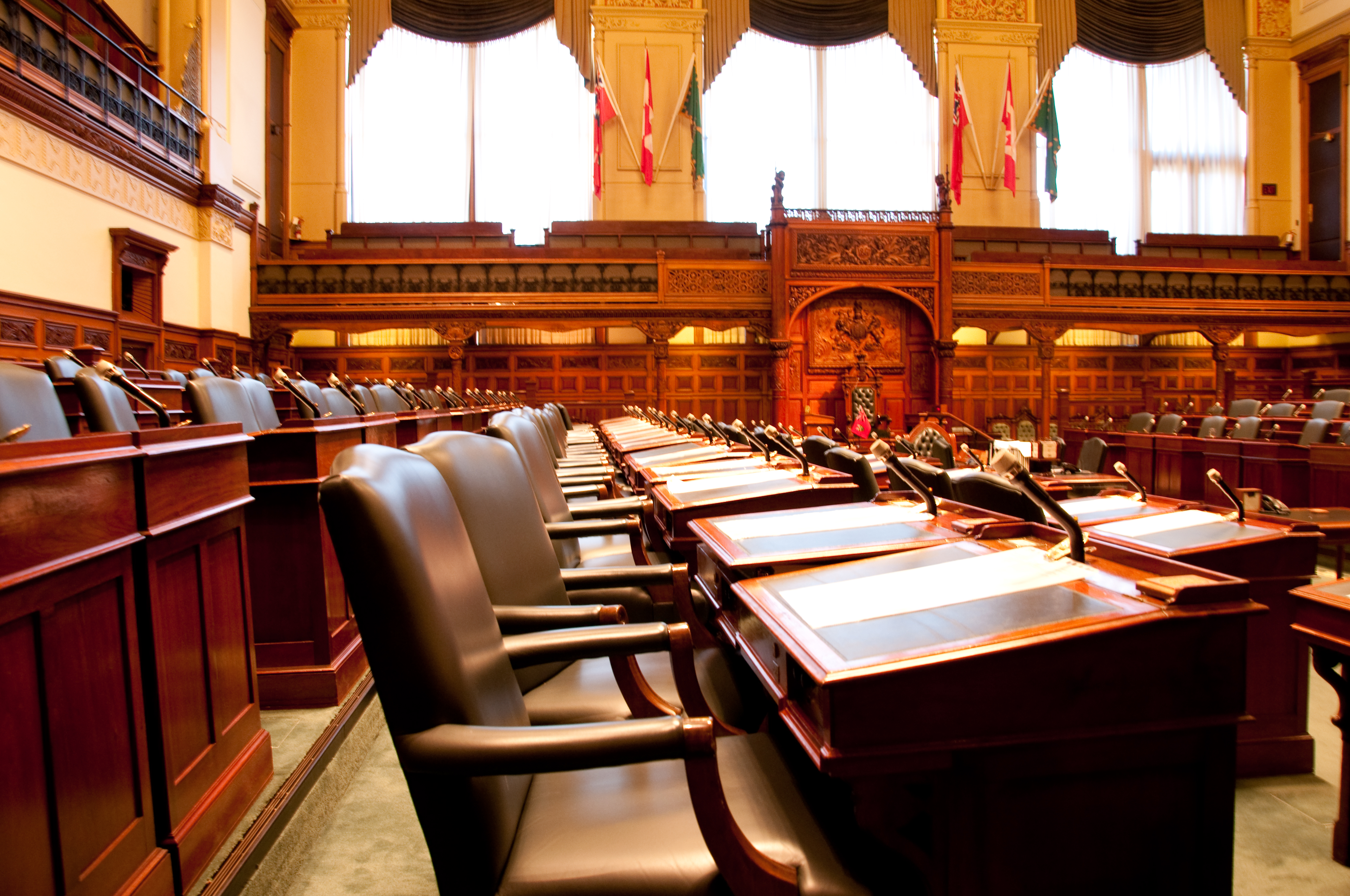
De vergaderzaal in het parlementsgebouw van Ontario.

De wetgevende vergadering van Ontario (Engels: Legislative Assembly of Ontario; Frans: Assemblée législative de l'Ontario) is de wetgevende macht van de Canadese provincie Ontario. Zij bestaat uit één kamer met 107 leden, die volgens een districtenstelsel worden gekozen. Het besluit om de wetgevende vergadering van Ontario te stichten werd opgenomen in de British North America Act die in 1867 van Canada een verenigd en federaal land maakte. De kamerleden worden Member of Provincial Parliament (afgekort: MPP) genoemd.